# Francisque Michel
Francisque Xavier Michel (18 de febrero de 1809, Lyon - 18 de mayo de 1887, París) fue un historiador y filólogo francés.

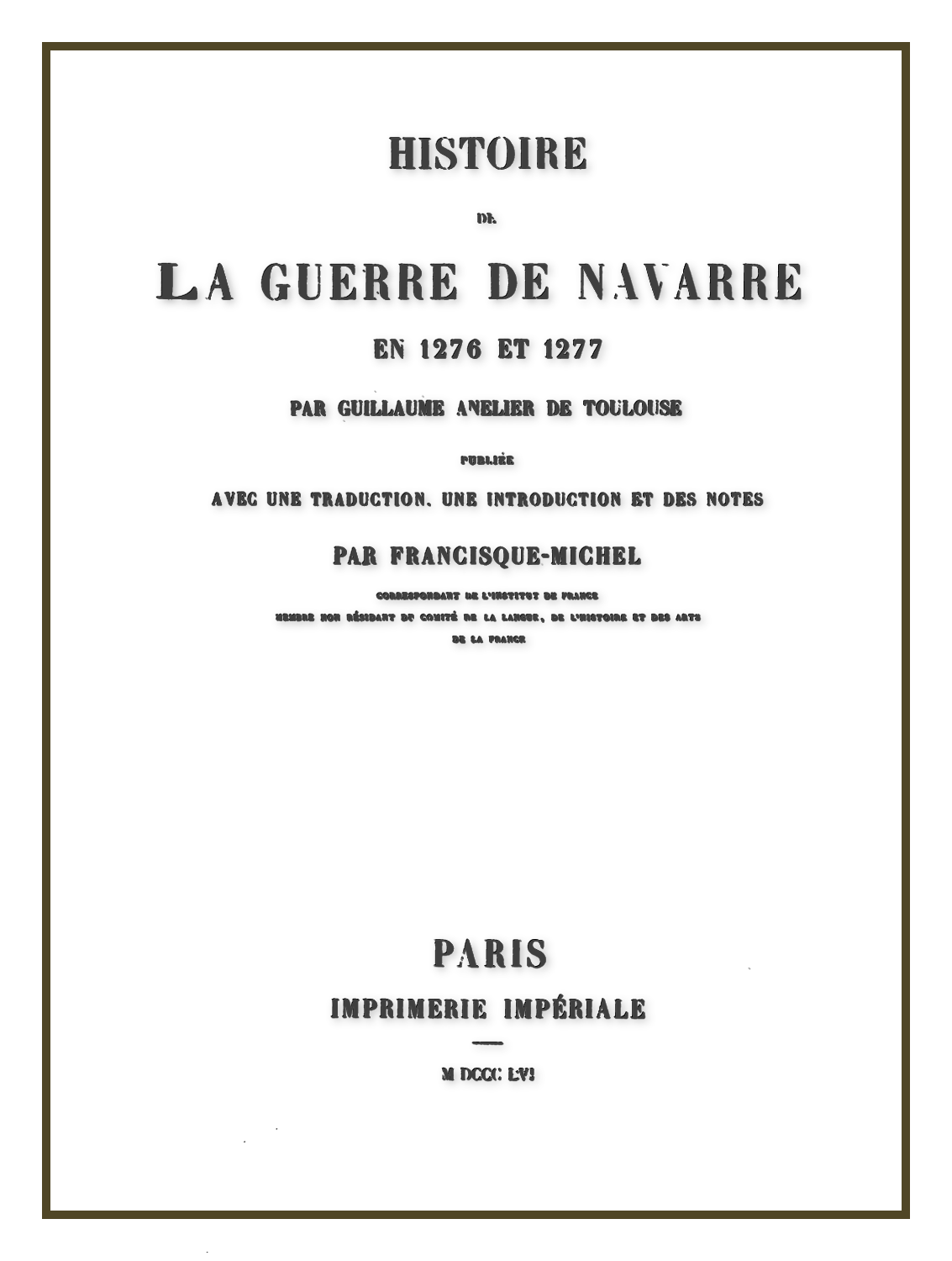
Histoire de la Guerre de Navarre en 1276 et 1277 (1856)

## Biografía
Aunque en sus inicios escribió poesía, rápidamente comenzó a dedicarse a trabajos de investigación,  estudiando y sacando a la luz textos medievales. El gobierno francés lo envió a Inglaterra (1833) y a Escocia (1837) para que continuase sus investigaciones. Entre 1833 y 1837 publicó veintidós trabajos, entre los cuales cabe destacar la versión original del Cantar de Roldán, que encontró en Inglaterra. Por ello, fue nombrado miembro del Comité Historique y se le distinguió con la orden de la Legión de Honor. 
En su obra trató todo tipo de temas: los caballos, los viejos grabados, las posadas a través de los siglos, la literatura popular, el teatro inglés, etc; y, con respecto a la Edad Media, los gitanos, los mendigos, los agotes y el comercio, entre otros. 
En 1856, tradujo al francés la obra de Guilhem Anelier, La Guerra de Navarra, poema recoge los hechos de la Guerra de la Navarrería de 1276. Este poema había sido publicado unos años antes, en 1847, por Pablo Ilarregui en Pamplona.

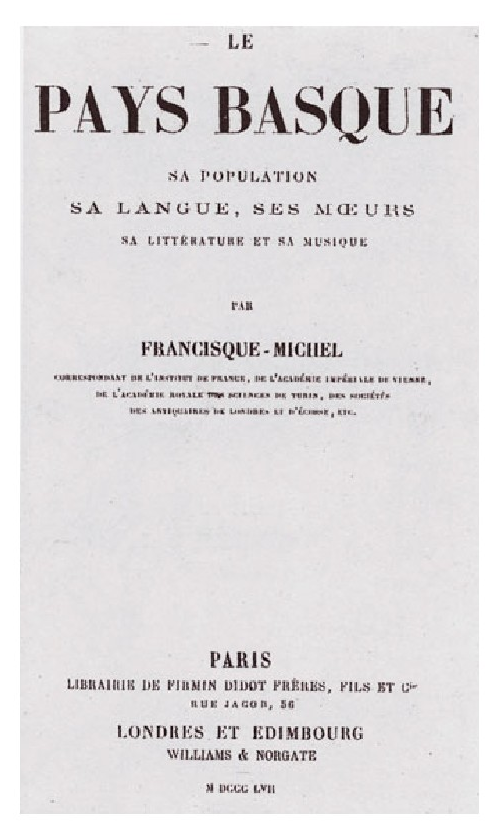
Portada de la obra de Francisque Michel Le Pays Basque. Sa population, sa langue, ses moeurs, sa littérature et sa musique, publicada en 1857.

También escribió sobre los vascos. En 1857 publicó Le Pays Basque. Sa population, sa langue, ses moeurs, sa littérature et sa musique, obra en la que estudia con gran precisión los refranes, las pastorales, los juegos, las creencias, las viejas canciones, los escritores, las tradiciones y las costumbres del País Vasco francés. En 1859 escribió Le romancero du Pays Basque. A Francisque Michel se debe, entre otras cosas, la reedición en 1847 de la colección de refranes y métricas del escritor vascofrancés Oihenart.

## Publicaciones
- Quae vices quaeque mutationes et Virgilium ipsum et ejus carmina per mediam aetatem exceperint. (Tesis, 1846).
- Histoire des races maudites de la France et de l'Espagne (tesis, 1847)
- Recherches sur le commerce pendant le moyen âge (1852–1854)
- Les Ecossais en France et les français en Ecosse (1862)
- Etudes de philologie comparée sur l'argot (1856)
- Le Pays basque (1857)
- Le Romancero du Pays Basque (1859)
- Histoire du commerce et de la navigation à Bordeaux (1867–1871)
- Junto con Édouard Fournier, Histoire des hôtelleries, cabarets, hotels garnis (1851–1854)